# دفع النبضة النووية

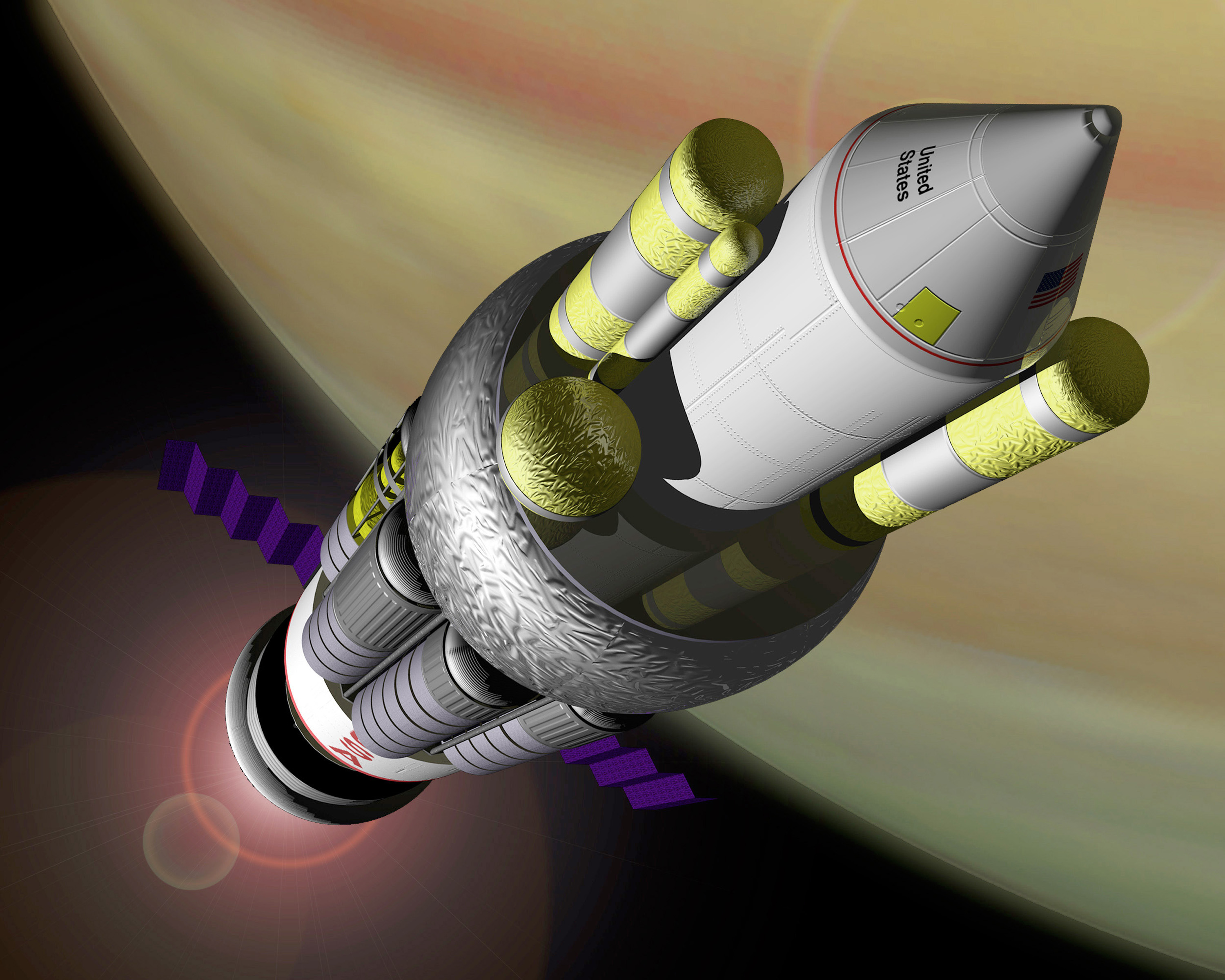
تصور للمركبة الفضائية "أوريون" للمشروع "أوريون" والمدعوم بدفع النبضة النووية

دفع النبضة النووية أو دفع البلازما النبضي الخارجي هي طريقة افتراضية لدفع المركبات الفضائية تستخدم التفجيرات النووية لقوة الدفع.

## نبذة
طُور لأول مرة باسم مشروع اوريون في عام 1947 وكانت التصميمات الأحدث باستخدام دمج الانصمام بالقصور الذاتي هي الأساس لمعظم التصاميم ما بعد مشروع أوريون، بما فيها مشروع دايدالوس ومشروع لونقشوت.

## مشروع أوريون

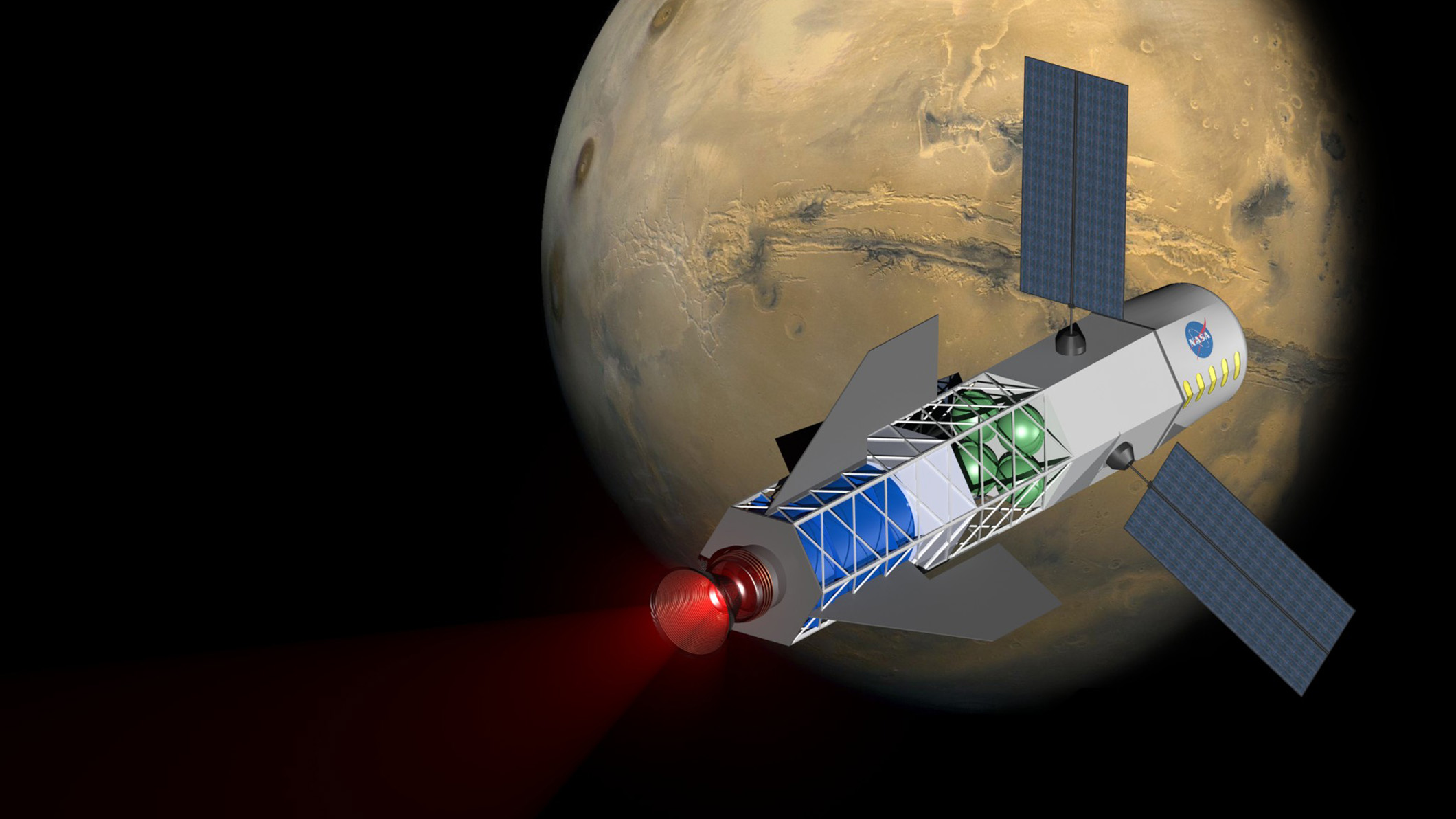
مشروع اوريون

كان مشروع أوريون أول محاولة جادة لتصميم صاروخ يعمل بالنبض النووية. أُجري التصميم في جينرال أتوميكس في أواخر الخمسينيات وبداية الستينيات. فكرة أوريون كانت مفاعلة تفجيرات نويية صغيرة موجهة باستخدام نوع مطور من تصميم قنبلة تيلر-أولام ثنائية المراحل على صفيحة فولاذية دافعة معلقة بالسفينة الفضائية بواسطة مخمدات صدمات. جعلت المتفجرات الموجهة الفعالة نقل الزخم أعظميًّا، مسببةً اندفاعًا نوعيًّا في نطاق 6000 ثانية أو ما يقارب ثلاثة عشر ضعفًا من الاندفاع النوعي في محرك رئيسي لمكوك فضائي. بإدخال تعديلات يمكن نظريًّا الوصول إلى حد أعظمي 100,000 ثانية (1 ميغانيوتن.ثا/كغ). الدفع الناتج يقدر بملايين الأطنان، ما يسمح ببناء مركبات فضائية أكبر من 8 ملايين طن بمواد كانت موجودة في عام 1958.
التصميم المرجعي كان سيصمم من الفولاذ باستخدام هندسة بناء مشابهة لغواصة طاقمها أكثر من 200 شخص ووزن إقلاع مركبة يقدر ببضعة آلاف من الأطنان. هذا التصميم المرجعي البسيط تكنولوجيًّا وحيد المرحلة كان سيمكنه الوصول إلى المريخ والعودة في غضون أربعة أسابيع من وإلى سطح الأرض (بالمقارنة مع اثني عشر شهرًا تستغرقها مهمة ناسا المرجعية الحالية التي تعمل على أساس كيميائي). يمكن لنفس المركبة زيارة أقمار زحل بمهمة من سبعة أشهر (بالمقارنة مع مهمات تعمل على أساس كيميائي تستغرق نحو تسع سنوات).
وجد عدد من المشاكل الهندسية وحُلت على امتداد مسار المشروع، معظمها متعلق بوقاية الطاقم وعمر الصفيحة الفولاذية الدافعة. بدا النظام بأكمله قابلًا للعمل عندما أُوقف العمل على المشروع عام 1965، السبب الرئيسي المقدم كان معاهدة الحظر الجزئي للتجارب النووية التي جعلت العمل على المشروع أمرًا غير قانوني (ولكن الولايات المتحدة والاتحاد السوفييتي كانا قد فجرا قبل المعاهدة تسع قنابل نووية على الأقل بينها قنابل نووية حرارية، وقد فجروها في الفضاء: أي على ارتفاع أكثر من 100 كم). كان هناك أيضًا قضايا أخلاقية بإطلاق هكذا مركبة في الغلاف المغناطيسي للأرض: أظهرت حسابات الضرر الإشعاعي التي استخدم آنذاك النموذج الخطي دون عتبة الذي يعتبر الآن مثار جدل أن التهاطل النووي الناتج عن كل عملية إقلاع يقتل شخصًا إلى 10 أشخاص. في نموذج بعتبة، فإن هذه المستويات شديدة الانخفاض الناتجة عن إشعاعات موزعة بضعف لا ترافقها آثار ضارة، في حين تعتبر نماذج إنهاضية بأن جرعات خفيفة كهذه يمكن أن تكون نافعة بمقدار صغير مهمل. مع الاستخدام المحتمل لقنابل نووية نظيفة أقل فعالية للوصول إلى المدار ومن ثم قنابل إشعاعية قذرة أكثر فعالية للانتقال في الفضاء يمكن تخفيف التهاطل النووي الذي يسببه إطلاق من الأرض بمقدار كبير.
إحدى المهمات المفيدة لتكنولوجيا المستقبل القريب هذه يمكن أن يكون حرف كويكب عن مساره قبل أن يصطدم بالأرض، وقد صُور هذا دراميًّا في فيلم لعام 1998 يدعى ديب إمباكت (اصطدام عميق)، ولكنه كان في هذا الفيلم بالتحديد مذنبًا لا كويكبًا. يمكن أن يسمح الأداء فائق الجودة حتى لإطلاق متأخر بالنجاح، ويمكن للمركبة أن تنقل بفعالية مقدارًا كبيرًا من الطاقة الحركية للكويكب باصطدام بسيط، وفي حال اقتراب خطر اصطدام كويكب بالأرض فلن يُعتبر احتمال حدوث بضعة وفيات نتيجة التهاطل النووي مانعًا من اتخاذ الإجراء المناسب. أيضًا، يمكن لمهمة مؤتمتة أن تلغي أكثر قضية إشكالية في التصميم: وهي ممتصات الصدمات.
أوريون إحدى الطرق القليلة الممكن بناؤها نظريًّا باستخدام التكنولوجيا المتوفرة للسفر عبر النجوم، كما تناقش ورقة بحثية عام 1968 تدعى الانتقال بين النجوم كتبها فريمان دايسون.

## مشروع دايدالوس

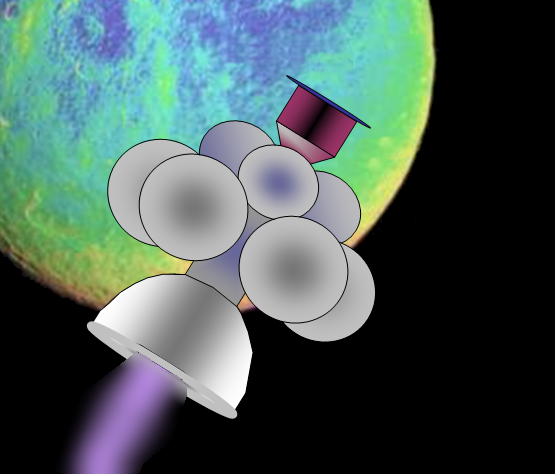
تصميم مشروع دايدالوس

مشروع دايدالوس هو عبارة عن دراسة أجريت بين عامي 1973 و1978 من قبل جمعية بين الكواكب البريطانية لتصميم مركبة فضائية بينية غير مأهولة معقولة يمكنها الوصول إلى نجم قريب خلال عمر عمل عالم بشري واحد أو خلال نحو خمسين عامًا. عمل 12 من العلماء والمهندسين بقيادة ألان بوند على المشروع. بدا الاندماج النووي في تلك الفترة بأنه يخطو خطى عظيمة، وبالتحديد، فقد بدا اندماج التقييد العطالي (اندماج بحصر القصور الذاتي) بأنه قابل للتكيف للعمل في محرك صاروخي.
يستخدم الاندماج بحصر القصور الذاتي كرات صغيرة من وقود الاندماج، بشكل أساسي ديوتيريد الليثيوم ##رمز## مع قليل من صاعق الديوتيريوم/التريتيوم في المركز. تُرمى الكرات في حجرة التفاعل حيث تطلق عليها ليزرات من كل الجهات (أو أشكال أخرى من طاقة الحزم الشعاعية). تضغط الحرارة التي تولدها حزم الأشعة الكرات انضغاطًا انفجاريًّا، إلى حد حدوث الاندماج النووي. النتيجة هي بلازما ساخنة، و«انفجار» صغير جدًّا بالمقارنة مع أقل حجم قنابل يُطلب استخدامه لصنع المقدار الضروري من الانشطار النووي بدل ذلك.
في دايدالوس، جرت هذه العملية بمغناطيس كهربائي كبير شكّل محرك الصاروخ. بعد التفاعل الذي تبدأه في هذه الحالة حزم الإلكترونات، يلعب المغناطيس دور قمع يوجه الغاز الساخن إلى الخلف ليعطي الدفع. بعض الطاقة كانت تحول لتشغيل أنظمة المركبة والمحرك. لجعل النظام آمنًا وفعالًا طاقيًّا، استخدم في مشروع دايدالوس وقود الهيليوم-3 الذي كان يفترض أن يُجلب من كوكب المشتري.

## ميدوسا
تصميم الميدوسا نوع من دفع النبضة النووية يشبه الأشرعة الشمسية أكثر ما يشبه الصواريخ التقليدية. تصوره جوندايل سولم في تسعينيات القرن العشرين ونُشر في جريدة جمعية بين الكواكب البريطانية.
تستخدم مركبة فضائية من طراز ميدوسا شراعًا مثلثًا «سبيناكر» في مقدمتها، معلق بكابلات منفصلة مستقلة عن بعضها، ومن ثم تطلق متفجرات نووية إلى الأمام لتتفجر بين المركبة والشراع. يتسارع الشراع عندها بالدفع البلازمي والفوتوني، جاذبًا الحبال بعيدًا كما يحدث عندما تهرب السمكة من الصياد، ومولدًا كهرباء عند «البكرة». تستخدم المركبة الفضائية بعدها بعض الكهرباء المولدة لشد البكرة لتتقدم إلى الأمام باتجاه الشراع، متسارعةً بثبات منتظم مع تقدمها.
في التصميم الأصلي ترتبط الحبال المتعددة بمولدات حركية متعددة. ميزة ذلك عن استخدام حبل وحيد هو زيادة المسافة بين الانفجار والحبال، وبالتالي تقليل الضرر على الحبال.
للحمولات الثقيلة، يمكن تحسين الأداء باستغلال المواد القمرية، كتغليف المتفجرات بصخور قمرية أو ماء من القمر مخزنة مسبقًا على الأرجح في نقطة لاغرانج مستقرة أرضية قمرية لتستحوذ عليها لاحقًا مركبة ميدوسا الفضائية.
تؤدي ميدوسا أداءً أفضل من تصميم أوريون الكلاسيكي لأن شراعها يعترض مقدارًا أكبر من دفع الانفجار، شوط امتصاص الصدمة فيها أكبر بكثير، وكل بناها الكبيرة تتعرض لحالة شد ويمكن لها بالتالي أن تكون خفيفة الوزن إلى حد كبير. يمكن لمراكب من نوع ميدوسا أن تمتلك اندفاعًا نوعيًّا بين 50,000 و100,000 ثانية (500-1000 كيلونيوتن.ثا/كغ).
اشتُهرت ميدوسا بين العامة في الفيلم الوثائقي الذي أنتجته بي بي سي إلى المريخ بقنبلة: التاريخ السري لمشروع أوريون. فيلم قصير يظهر تخيل فنان عن طريقة عمل الميدوسا «عبر رمي قنابل في شراع أمامها».

## مشروع لونغشوت
كان مشروع لونغشوت مشروع بحث برعاية ناسا جرى بالاشتراك مع الأكاديمية البحرية في الولايات المتحدة الأمريكية في أواخر ثمانينيات القرن العشرين. يمكن اعتبار لونغشوت تطويرًا لمفهوم دايدالوس البسيط من بعض النواحي، فقد استخدم الاندماج النووي بحصر القصور الذاتي مع إعادة التوجيه بواسطة «قمع» مغناطيسي كصاروخ. الفرق الجوهري كان أنهم شعروا بأن التفاعل لا يمكنه أن يمد كلًّا من الصاروخ والأنظمة بالطاقة في آن واحد، واستخدموا عوضًا عن ذلك مفاعلًا نوييًّا تقليديًّا بقدرة 300 كيلوواط لإدارة السفينة. خفض الوزن المضاف للمفاعل الأداء إلى حد ما، ولكن حتى باستخدام وقود ديوتيريد الليثيوم LiD كان يمكن الوصول إلى نجم رجل القنطور (أو ألفا سنتوري)، أقرب نظام شمسي لمجموعتنا الشمسية بغضون مئة عام (بسرعة تقريبية 13,411 كم/ثا، على مسافة 4.5 سنة ضوئية – تكافئ 4.5% من سرعة الضوء).